# Aeroporto di Inta
L'aeroporto di Inta è un aeroporto civile regionale situato a 2 km dalla città di Inta, nella Repubblica dei Comi, in Russia. L'Aeroporto di Inta è il filiale della compagnia aerea russa Komiaviatrans.

## Dati tecnici
L'aeroporto è attualmente dotato di una pista attiva cementata di classe D di 1 450 m × 40 m che permette il decollo/atterraggio e degli elicotteri Mil Mi-2, Mil Mi-8 e degli seguenti tipi degli aerei: Antonov An-2, Antonov An-24, Antonov An-26, Yakovlev Yak-40.
L'aeroporto di Inta è aperto nel periodo estivo dalle 2:20 alle 13:30 e nel periodo invernale dalle 3:20 alle 14:00.